# Nightingale Pledge

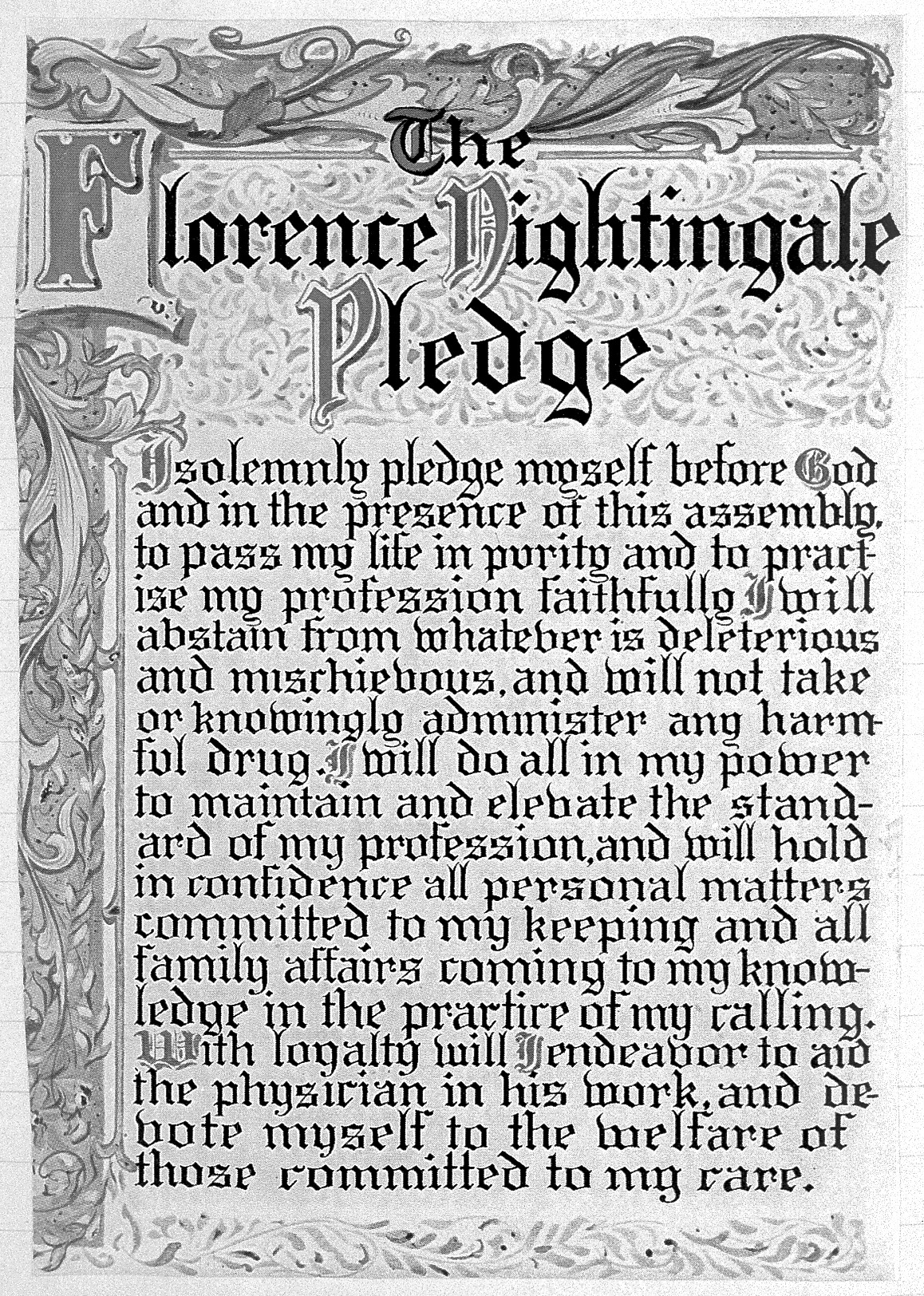
Cet engagement doit être pris par chaque infirmière canadienne à la fin de sa formation. Bienvenue Images Mots-clés : Florence Nightingale

Le  Nightingale Pledge (ou Comité Nightingale) était composé par un groupe dirigé par Lystra Gretter, formatrice en soins infirmiers au Harper Hospital à Détroit, Michigan, États-Unis d'Amérique.
Il a été instauré dès le printemps 1893 dans le but de valider la formation infirmière selon des critères nationaux, notamment en établissant un serment de valeurs infirmières auxquelles les futures professionnelles devaient se prêter avant de valider leur formation et de commencer à exercer.

## Extrait du serment
- I solemnly pledge myself before God and in the presence of this assembly, to pass my life in purity and to practice my profession faithfully.
- I will abstain from whatever is deleterious and mischievous, and will not take or knowingly administer any harmful drug.
- I will do all in my power to maintain and elevate the standard of my profession, and will hold in confidence all personal matters committed to my keeping and all family affairs coming to my knowledge in the practice of my calling.
- With loyalty will I endeavor to aid the physician, in his work, and devote myself to the welfare of those committed to my care.

Traduction suggérée :
- Je prête solennellement serment devant Dieu et en présence de cette assemblée, de vivre dignement et d'exercer mon activité fidèlement.
- Je m'abstiendrai de tout ce qui est délétère et dangereux, et je ne consommerai ou administrerai sciemment aucun médicament dangereux.
- Je ferai tout ce qui est en mon pouvoir pour maintenir et promouvoir les standards de ma profession, et tiendrai secret tous les problèmes personnels qui me sont confiés, ainsi que toutes les problématiques familiales dont je prends connaissance dans le cadre de ma pratique.
- Avec loyauté, je m'efforcerai d'aider le médecin dans son travail, et me consacrerai au bien-être de ceux qui sont confiés à mes soins.